# Governo Juppé II

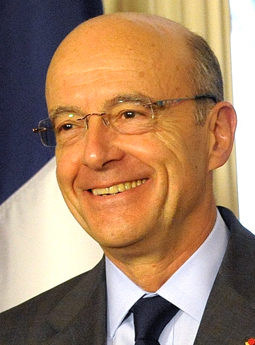
Alain Juppé, Primo ministro del governo Juppé II.

Il governo Juppé II è stato il ventiseiesimo governo della Quinta Repubblica francese ed il secondo del primo mandato del presidente Jacques Chirac. È durato dal 7 novembre 1995, data alla quale ha rimpiazzato il governo Juppé I, al 2 giugno 1997, data alla quale fu rimpiazzato dal governo Jospin.

## Coalizione
Il governo è sostenuto da una coalizione formata dal RPR e dall'UDF, che possidedono 492 deputati sui 577 dell'Assemblea Nazionale, ovvero una proporzione di 85,1%.

## Membri

### Primo ministro
Il Primo ministro del governo Juppé II è Alain Juppé (RPR).

### Ministri
I ministri del governo Juppé II, coi loro partiti, sono i seguenti:
- Ministro della Giustizia: Jacques Toubon (RPR);
- Ministro dell'Educazione nazionale, dell'Insegnamento superiore e della Ricerca: François Bayrou (UDF);
- Ministro della Difesa: Charles Millon (UDF);
- Ministro dell'Equipaggiamento, dell'Alloggio, dei Trasporti e del Turismo: Bernard Pons (RPR);
- Ministro degli Affari esteri: Hervé de Charette (UDF);
- Ministro del Lavoro e degli Affari sociali: Jacques Barrot (UDF);
- Ministro dell'Interno: Jean-Louis Debré (RPR);
- Ministro dell'Economia e delle Finanze: Jean Arthuis (UDF);
- Ministro delle Relazioni col Parlamento: Roger Romani (RPR);
- Ministro (donna) del Medio ambiente: Corinne Lepage (Cap21);
- Ministro della Cultura: Philippe Douste-Blazy (UDF);
- Ministro dell'Industria, della Posta e delle Telecomunicazioni: Franck Borotra (RPR);
- Ministro dell'Agricoltura, della Pesca e dell'Alimentazione: Philippe Vasseur (UDF);
- Ministro della Pianificazione dell'assetto del territorio, della Città e dell'Integrazione: Jean-Claude Gaudin (UDF);
- Ministro delle Piccole e medie imprese, del Commercio e dell'Artigianato: Jean-Pierre Raffarin (UDF);
- Ministro della Funzione pubblica, della Riforma dello Stato e della Decentralizzazione: Dominique Perben (RPR).

### Ministri delegati
I ministri delegati del governo Juppé II, coi loro partiti, sono i seguenti:
- Ministro delegato agli Ex-combattenti e Vittime du guerra (dipendente dal Primo ministro): Pierre Pasquini (RPR);
- Ministro delegato all'Oltremare (dipendente dal Primo ministro): Jean-Jacques de Perettti (RPR);
- Ministro delegato alla Gioventù ed agli Sport (dipendente dal Primo ministro): Guy Drut (RPR);
- Ministro delegato all'Alloggio (dipendente dal Ministro dell'Equipaggiamento, dell'Alloggio, dei Trasporti e del Turismo): Pierre-André Périssol (RPR)
- Ministro delegato alla Cooperazione (dipendente dal Ministro degli Affari esteri): Jacques Godfrain (RPR);
- Ministro delegato agli Affari europei (dipendente dal Ministro degli Affari esteri): Michel Barnier (RPR);
- Ministro delegato per l'Occupazione (dipendente dal Ministro del Lavoro e degli Affari sociali): Anne-Marie Couderec (UDF);
- Ministro delegato al Bilancio, portavoce del Governo (dipendente dal Ministro dell'Economia e delle Finanze): Alain Lamassoure (UDF);
- Ministro delegato alle Finanze ed al Commercio esterno (dipendente dal Ministro dell'Economia e delle Finanze): Yves Galland (UDF);
- Ministro delegato alla Posta, alle Telecomunicazioni ed allo Spazio (dipendente dal Ministro dell'Industria, della Posta e delle Telecomunicazioni): François Fillon (RPR);
- Ministro delegato alla Città ed all'Integrazione (dipendente dal Ministro della Pianificazione dell'assetto del territorio, della Città e dell'Integrazione): Eric Raoult (RPR).

### Segretari di Stato
I segretari di Stato del governo Juppé II, coi loro partiti, sono i seguenti:
- Segretario di Stato all'Azione umanitaria (dipendente dal Primo ministro): Xavier Emmanuelli (DVG);
- Segretario di Stato alla Ricerca (dipendente dal Ministro dell'Educazione nazionale, dell'Insegnamento superiore e della Ricerca): François d'Aubert (UDF);
- Segretario di Stato ai Trasporti (dipendente dal Ministro dell'Equipaggiamento, dell'Alloggio, dei Trasporti e del Turismo): Anne-Marie Idrac (UDF);
- Segretario di Stato incaricato della Francofonia (dipendente dal Ministro degli Affari esteri): Margie Sudre (DVD);
- Segretario di Stato alla Salute ed alla Sicurezza sociale (dipendente dal Ministro del Lavoro e degli Affari sociali): Hervé Gaymard (RPR).